# 国際統計協会
国際統計協会（こくさいとうけいきょうかい、英: International Statistical Institute、ISI）は、統計学者の専門家組織であり、「国際的活動と協調の推進を通して、統計手法とその応用の開発と改善を行う」ことを目的としている。各種書籍や雑誌を出版し、2年に1度の国際会議を開催している。本部はオランダのハーグ近郊のヴォールブルグにある。

## 沿革
1853年に創設された9つの国際的な統計会議を前身とし、1885年に創設された。各国政府や学会、産業界などから選ばれた約2000人のメンバーで構成されている。2017年からの会長はヘレン・マッギリヴレー。

現在も以下の国際専門組織の上位組織としての役目を果たしている。
- ベルヌーイ協会（Bernoulli Society for Mathematical Statistics and Probability、BS）
- 国際計算機統計学会連合（International Association for Statistical Computing、IASC）
- 国際政府統計協会（International Association for Official Statistics、IAOS）
- 国際調査統計協会（International Association of Survey Statisticians、IASS）
- 国際統計教育協会（International Association for Statistics Education、IASE）
- International Society for Business and Industrial Statistics (ISBIS)
- Irving Fisher Committee on Central Bank Statistics
- 都市地域統計部会（Standing Committee of Regional and Urban Statistics、SCORUS） - 国際政府統計協会（IAOS）傘下

## 過去のメンバー

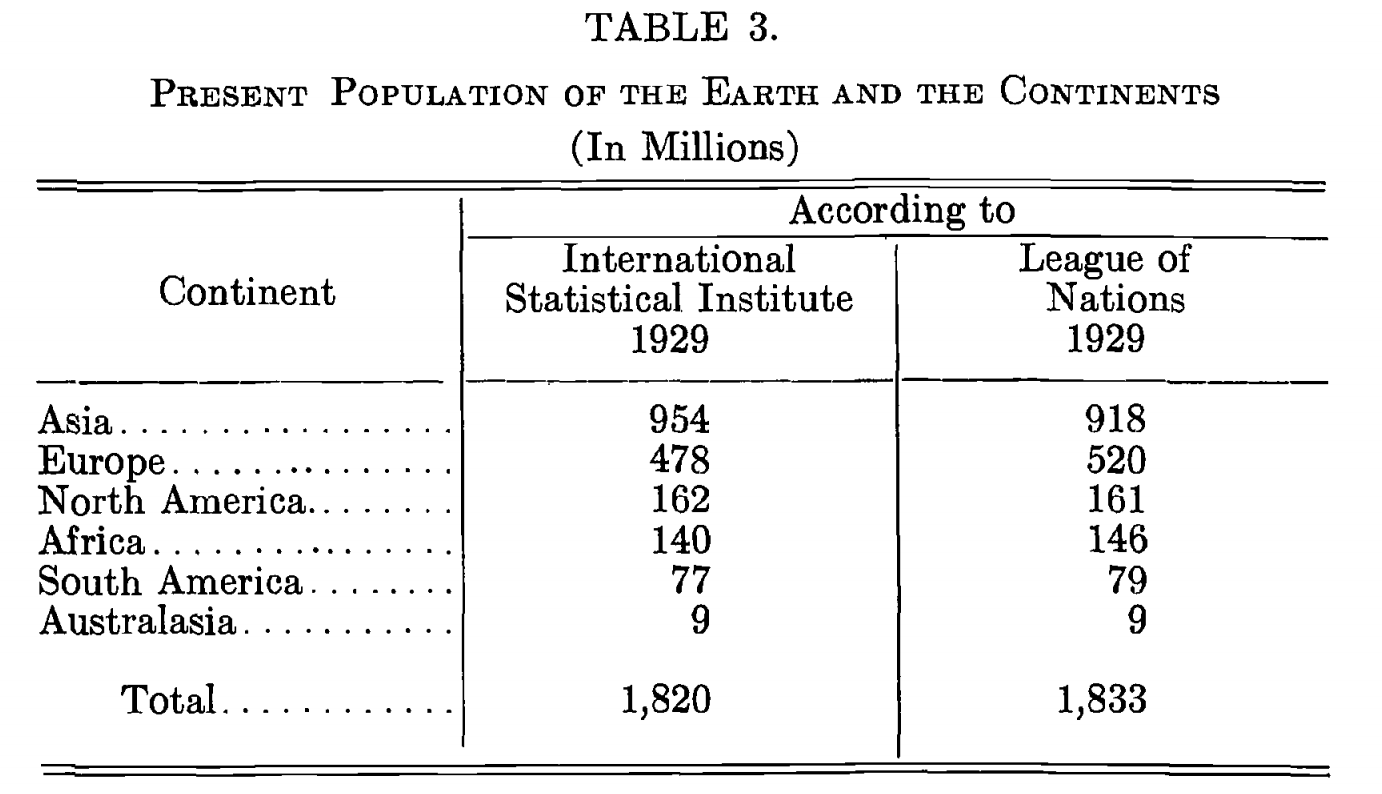
1929年の世界人口統計（ISIと国際連盟の統計比較）

- Horatio C. Burchard（1825–1908） - アメリカ合衆国造幣局長官
- R. G. D. Allen（1906-1983） - イギリスの経済学者

## 日本との関係
日本国は、総務省統計局長及び政策統括官（統計基準担当）が職務会員として、ISIの大会には毎回参加している。1987年9月には第46回大会が日本で開催された。